# Isanthrene varia
Isanthrene varia là một loài bướm đêm thuộc phân họ Arctiinae, họ Erebidae.